# Diamond DA42
Diamond DA42 Twin Star — лёгкий многоцелевой четырёхместный двухдвигательный самолёт. Первый полёт совершил в 2002 году, получил сертификат в мае 2004 года.
Разработан на основе Diamond DA40-TDI. Планер самолёта выполнен из углеродных композитных материалов.
Первый самолёт с дизельными двигателями, совершивший перелёт через Атлантический океан (из Канады в Португалию) в течение 28 часов со средним расходом топлива 11,2 галлона в час.

## Характеристики
- Двигатели: 2-двигательный. Возможны 3 варианта комплектации:
  - 2 дизельных двигателя TAE[англ.] Centurion 2.0 Turbo Diesel[англ.] по 135 л.с. каждый (модификация DA42 TDI)
  - 2 турбодизеля Austro Engine[англ.] AE 300 по 168 л.с. (модификация DA42 NG)
  - 2 бензиновых двигателя Lycoming I0-360 по 180 л.с. (модификация DA42 L360)
- Число мест: на 4 человека: 1 пилот и 3 пассажира (или 2 пилота и 2 пассажира)

### Размеры
- - длина: 8,56 м
  - высота: 2,48 м
  - размах крыла: 13,55 м

### Массы и нагрузки
- Масса пустого самолёта: 1 251 кг
- Полезная нагрузка: 532 кг
- Максимальная взлётная масса: 1 783 кг

### Лётные данные
- Крейсерская скорость: 365 км / ч (227 миль / ч, 197 узлов)
- Дальность полёта: 2250 км (1400 миль, 1210 миль)
- Практический потолок: 5 486 м (18 000 футов)
- Скорость подъёма: 7,9 м / с (1280 фут / мин)

## Варианты и модификации
- DA42 MPP — самолёт для аэрофото- и видеосъёмки, аэроразведки.
- В 2010 году израильская компания Aeronautics Defense Systems представила БПЛА Dominator XP, созданный на базе самолёта DA42.
- В 2019 году китайская компания CETS представила беспилотник CU42, созданный на базе локализованного в Китае DA42-VI.[1]
- DA42T — российская локализация DA42 для обучения пилотов.
- ДА-42Б — российский ударный беспилотник на базе DA42.[2]

## Лицензионное производство
В 2010-х годах Diamond Aircraft заключила лицензионные соглашения на локализацию ряда моделей самолётов, в том числе DA42, с китайской CETC Wuhu Diamond Aircraft Manufacture Co., Ltd и российским предприятием «Уральский завод гражданской авиации». На 2021 год в России изготовлено 100 самолётов DA42, локализация включает изготовление композитного фюзеляжа, авионики, проводки, кресел. Предполагается локализация двигателей к 2024 году.

## На вооружении
- Армения
- Россия - с 2017 года на Уральском заводе гражданской авиации осуществляется сборка из машинокомплектов учебно-тренировочных самолётов Diamond DA42Т[5] по контракту на поставку Министерству обороны России 35 машин для использования в качестве учебно-тренировочных самолётов для подготовки курсантов военно-транспортной авиации[6].
- Таиланд[7]
- Туркменистан[8] — 5 DA-42 находятся на вооружении пограничных войск[источник не указан 1576 дней]
- Украина — в декабре 2010 года три патрульных самолёта Diamond DA 42М-NG были закуплены в Австрии для государственной пограничной службы Украины[9], в декабре 2015 года ГПСУ передали ещё два DA42 (ранее использовавшихся Кировоградской лётной академией Национального авиационного университета)[10]. В г. Харькове располагается официальный дистрибьютор Diamond Aircraft Industries - авиационный центр "Rotor Aero", который в том числе проводит обучение курсантов на самолётах DA 42.

## Катастрофы
- 29 мая 2012 года самолёт такого типа потерпел крушение на севере Германии через несколько минут после взлёта. На борту в момент падения находилось четверо граждан Швейцарии, двое из них (58-летний мужчина, который, вероятно, был пилотом, и 54-летняя женщина) погибли, ещё двое пассажиров самолёта были госпитализированы, один в крайне тяжёлом состоянии. По предварительной версии, катастрофа произошла из-за технической неисправности самолёта[11].
- 4 июля 2012 года в районе села Русский Мочар Великоберезнянского района Закарпатской области разбился патрульный самолёт DA-42 Одесской эскадрильи Южного регионального управления Государственной пограничной службы Украины[12][13]. На борту находились начальник штаба Одесской авиационной эскадрильи Виталий Мамонтов, штурман Александр Лысенко и бортоператор Константин Оголюк. Все трое погибли[14][15].
- 22 октября 2014 года в Средиземном море — между Кипром и Ливаном (40 nm от аэропорта Ларнаки), пилот сообщил о технических неисправностях и решении прекратить полёт по маршруту Пафос-Бейрут, и следовать в аэропорт Ларнака. Более докладов не было. После разворота самолёт резко потерял высоту с 9000 футов до 6000 футов и исчез с экранов радаров. В этот же день были найдены обломки самолёта, на следующий день — тела обоих пилотов. Погибли: гражданин Кипра Avgoustinos Avgousti (пилот-инструктор, экзаменатор) и гражданин Ливана George Obagi (пилот).
- 22 февраля 2023 года самолёт Diamond DA42 Twin Star, эксплуатируемый лётной школой JetAge, регистрационный номер OK-ZZK, разрушился при столкновении с землёй в Тренчианске Станковце, Словакия. Сертифицированный лётный инструктор, один пилот-студент и два пассажира получили смертельные травмы. По предварительной информации, это был учебный полёт. Один из пассажиров был пилотом-студентом, а два оставшихся пассажира летели вместе с ним. Самолёт на большой скорости врезался в склон холма, обломки были разбросаны на большой площади. CFI был опытным пилотом больших коммерческих самолётов. В день происшествия погодные условия были хорошими, температура воздуха составляла около 10 C.